# Útočný nůž

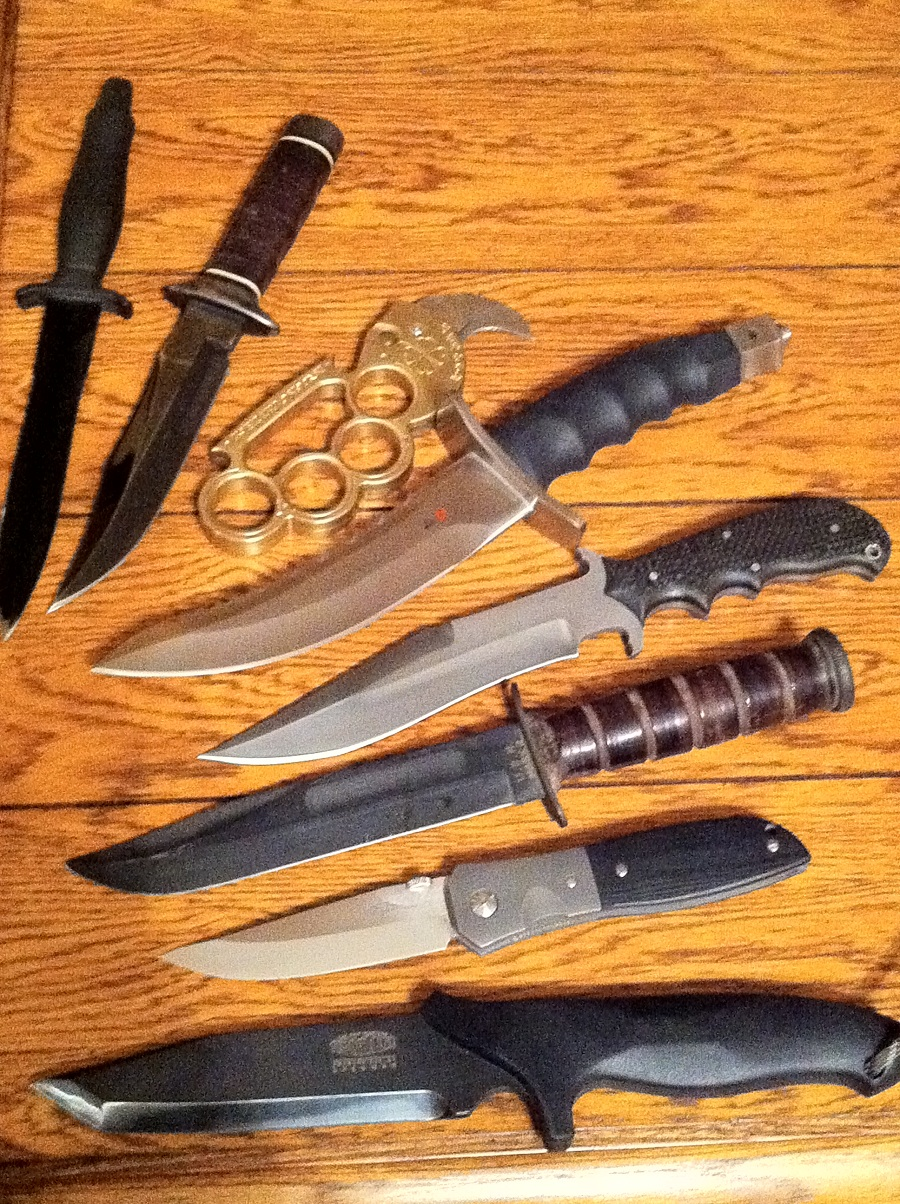
Útočné a bojové chladné zbraně

Útočný nůž nebo také bojový nůž je nůž, který patří mezi chladné zbraně a je určen k útoku či boji.
Při použití mimo armádu je nutné respektovat pravidla či zákony, které upravují užívání takových nožů na veřejnosti. V České republice není nošení takových zbraní regulováno, na rozdíl od Německa či Velké Británie.